# Alina Ibragimova
Alina Rinatovna Ibragimova MBE is een Russisch-Britse violiste.

## Biografie
Alina Rinatovna Ibragimova (Али́на Рина́товна Ибраги́мова) werd geboren op 28 september 1985, in het Russische Polevskoy. Haar familie had Tataarse roots en was zeer muzikaal. Ze begon op vierjarige leeftijd viool te spelen. Toen ze vijf jaar oud was, ging ze naar de Gnessin Staatsacademie voor Muziek in Moskou, waar ze studeerde bij Valentina Korolkova. Reeds toen ze zes jaar was, begon ze bij verschillende orkesten te spelen, waaronder het Bolshoi Theatre Orchestra. In 1996 werd haar vader, Rinat Ibragimov, eerste contrabas bij het London Symphony Orchestra, waarop het gezin naar Engeland verhuisde. In 1997 begon Ibragimova te studeren aan de Yehudi Menuhin School, waar haar moeder professor viool was, onder Natasha Boyarskaya. Nadat ze afstudeerde, ging ze een jaar naar de Guildhall School of Music and Drama. Vervolgens ging ze naar het Royal College of Music, waar ze studeerde bij Gordan Nikolitch. In het kader van het Kronberg Academy Masters-programma studeerde ze ook bij Christian Tetzlaff. 
In december 1998 trad Ibragimova op in Parijs, met violiste Nicola Benedetti, tijdens de openingsceremonie voor de 50e verjaardag van de Universele Verklaring van de Rechten van de Mens bij UNESCO. Het duo speelde een concerto voor twee violen van Bach, onder leiding van Yehudi Menuhin. Toen Menuhin drie maanden later overleed, speelde Ibragimova een deel van datzelfde concerto tijdens zijn begrafenis in Westminster Abbey. 
Samen met andere studenten van het Royal College vormde ze in 2005 het strijkkwartet Chiaroscuro, dat zich bezighoudt met authentieke uitvoeringen. Naast Ibragimova bestaat dit kwartet uit violisten Pablo Hernán Benedí en Emilie Hörnlund en celliste Claire Thirion. Ze gebruiken snaren met darmkern en authentieke strijkstokken en spelen voornamelijk muziek uit de klassieke en romantische periodes.

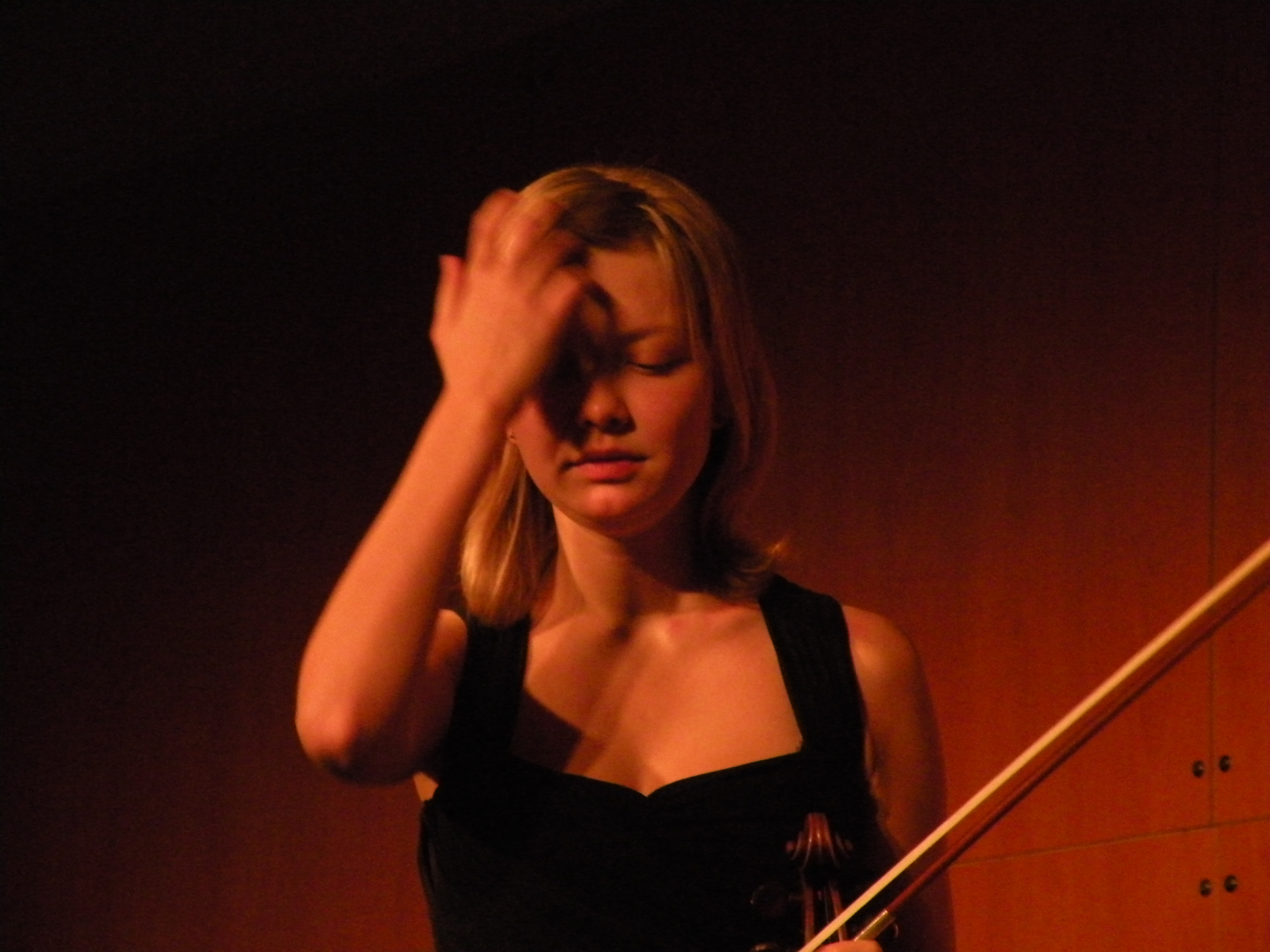
Alina Ibragimova (Folle Journée 2009)

In 2005 bracht Ibragimova het tweede vioolconcert van Mozart, met de Kremerata Baltica tijdens de Mozartwoche in het Salzburg Mozarteum. Hierbij speelde ze viool en dirigeerde ze tegelijkertijd.
Ze geeft regelmatig recitals met pianist Cédric Tiberghien, waarmee ze veel in Engeland optreedt, maar ook op tournee ging in Japan en Korea. In 2011 stond het duo in Bozar in Brussel, met een programma van Debussy, Lekeu en Szymanowski.
Ibragimova speelde met Philharmonisches Orchester Bergen, Koninklijk Concertgebouworkest, Toronto Symphony Orchestra, Minnesota Orchestra, London Symphony Orchestra, Chamber Orchestra of Europe, Symfonieorkest van de Zweedse Radio, Seattle Symphony, Deutsche Kammerphilharmonie Bremen, Philharmonia Orchestra, City of Birmingham Symphony Orchestra, BBC Symphony Orchestra en Radio-Sinfonie-Orchester Frankfurt. Ze werkte samen met dirigenten als Sir Charles Mackerras, Valery Gergiev, Sir John Eliot Gardiner, Paavo Järvi, Richard Hickox, Osmo Vänskä en Edward Gardner. Ze speelde in de Royal Albert Hall en is een graag geziene gast op de BBC Proms. Voor recitals en kamermuziek trad ze op in Wigmore Hall in Londen, Concertgebouw Amsterdam, Musikverein in Wenen, Carnegie Hall in New York en Bozar. In 2019 speelde ze in deSingel in Antwerpen, als lid van een kwartet met cellist Christian Poltéra, altviolist Nils Mönkemeyer en pianist William Youn.
Alina Ibragimova bespeelt een viool van Anselmo Bellosio van circa 1775, die haar ter beschikking werd gesteld door Georg von Opel.
In 2015 huwde Ibragimova met muziekcriticus Tom Service, die ze ontmoette toen hij haar interviewde voor The Guardian. Het echtpaar is sinds 2018 opnieuw gescheiden. 
Ze werd benoemd tot Lid van de Orde van het Britse Rijk (MBE) in de New Year Honours lijst van 2016, voor haar verdiensten op het gebied van muziek.

## Onderscheidingen
- 1999 - Emily Anderson Prize (als jongste winnaar ooit)[9]
- 2002 - London Symphony Orchestra Music Scholarship[10]
- 2005 tot 2007 - New Generation Artists Scheme van BBC Radio 3[11]
- 2008 - Borletti-Buitoni Trust Award[12]
- 2009 - Classical BRIT Young Performer of the Year Award[13]
- 2011 - Royal Philharmonic Society Young Artist Award[14]
- 2019 - RPS Instrumentalist Award[15]